# Chrysozephyrus shakunage
Chrysozephyrus shakunage är en fjärilsart som beskrevs av Fujioka 1970. Chrysozephyrus shakunage ingår i släktet Chrysozephyrus och familjen juvelvingar. Inga underarter finns listade i Catalogue of Life.